# Volby do Knesetu 1949
Volby do Ústavodárného shromáždění se v nově založeném Izraeli konaly 25. ledna 1949. Volební účast byla 85,8 %. Dva dny po prvním zasedání sboru ze dne 14. února 1949, zákonodárci odhlasovali změnu tohoto sboru na Kneset (hebrejsky: כנסת, doslova „Shromáždění“). Funkční období od roku 1949 do roku 1951 je pak známo jako tzv. První Kneset. Kneset nahradil dosavadní parlamentní sbor Asifat ha-nivcharim, který v letech 1920–1949 fungoval v rámci židovské komunity v mandátní Palestině.

## Výsledky
| strana                                           | hlasů   | % hlasů | křesel na začátku funkčního období | křesel na konci funkčního období |
| ------------------------------------------------ | ------- | ------- | ---------------------------------- | -------------------------------- |
| Mapaj                                            | 155 274 | 35,7    | 46                                 | 46                               |
| Mapam                                            | 64 018  | 14,7    | 19                                 | 20                               |
| Sjednocená náboženská fronta                     | 52 982  | 12,2    | 16                                 | 16                               |
| Cherut                                           | 49 782  | 11,5    | 14                                 | 12                               |
| Všeobecní sionisté                               | 22 661  | 5,2     | 7                                  | 7                                |
| Progresivní strana                               | 17 786  | 4,1     | 5                                  | 5                                |
| Sefardové a orientální komunity                  | 15 287  | 3,5     | 4                                  | 4                                |
| Maki                                             | 15 148  | 3,5     | 4                                  | 3                                |
| Demokratická kandidátka Nazaretu                 | 7 387   | 1,7     | 2                                  | 2                                |
| Kandidátka bojovníků                             | 5 363   | 1,2     | 1                                  | 1                                |
| Mezinárodní ženská sionistická organizace (WIZO) | 5 173   | 1,2     | 1                                  | 1                                |
| Jemenitské sdružení                              | 4 399   | 1,0     | 1                                  | 1                                |
|                                                  |         |         |                                    |                                  |
| Blok pracujících                                 | 3 214   | 0,7     | 0                                  | 0                                |
| Brit ha-Cohar                                    | 2 892   | 0,7     | 0                                  | 0                                |
| Ultraortodoxní kandidátka                        | 2 835   | 0,7     | 0                                  | 0                                |
| Lidový arabský blok                              | 2 812   | 0,6     | 0                                  | 0                                |
| Pracující a religiózní ženy                      | 2 796   | 0,6     | 0                                  | 0                                |
| Jicchak Gruenbaum List                           | 2 514   | 0,6     | 0                                  | 0                                |
| Jednotná kandidátka náboženských pracovníků      | 1 280   | 0,3     | 0                                  | 0                                |
| Pro Jeruzalém                                    | 842     | 0,2     | 0                                  | 0                                |
| Tradiční kandidátka judaismu                     | 239     | 0,1     | 0                                  | 0                                |
| Celkem                                           | 434 684 | 100     | 120                                | 120                              |
|                                                  |         |         |                                    |                                  |
| Hebrejští komunisté                              | -       | -       | 0                                  | 0                                |
| Ari Žabotinsky                                   | -       | -       | 0                                  | 1                                |
| Hilel Kook                                       | -       | -       | 0                                  | 1                                |

## První Kneset

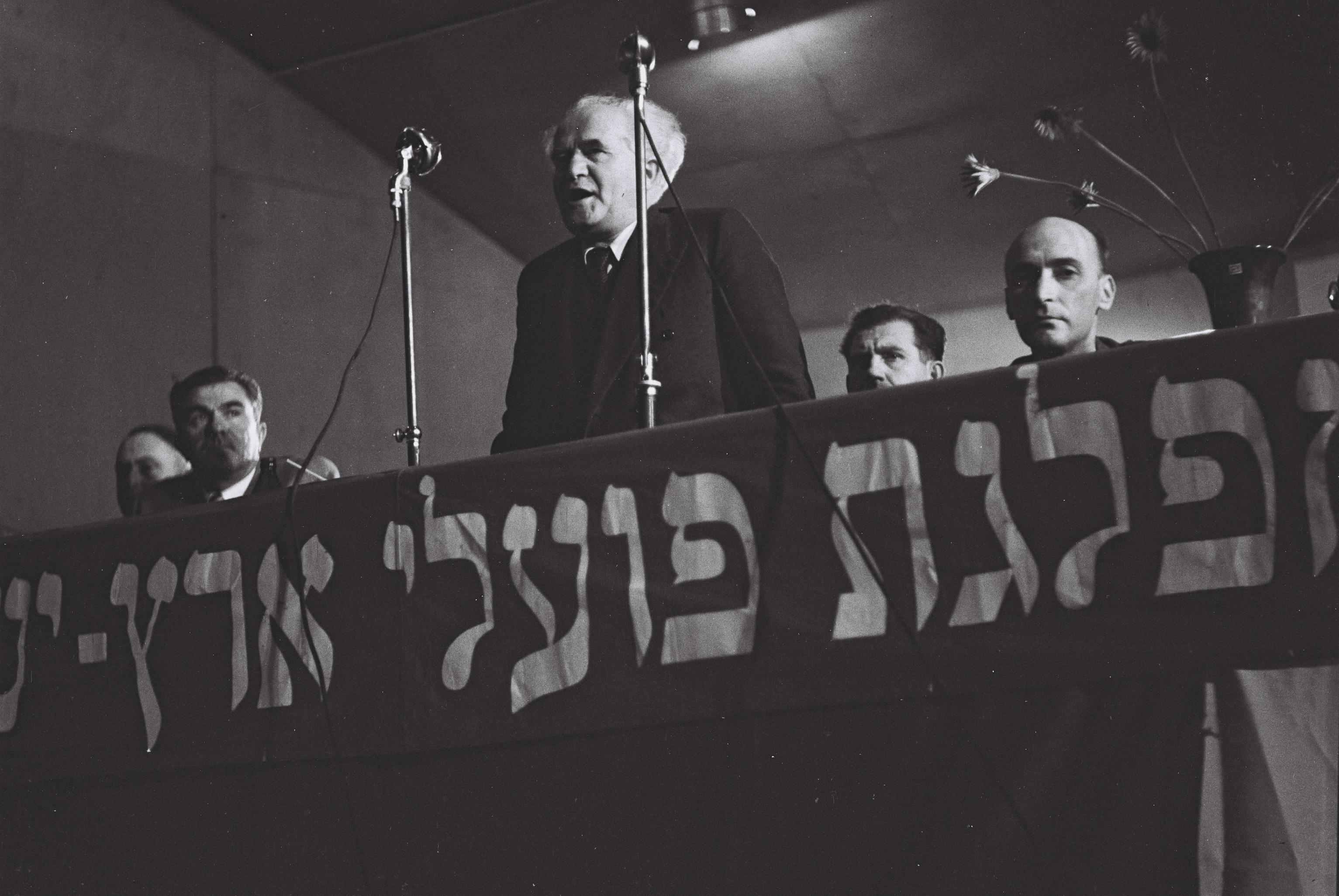
David Ben Gurion v předvolební kampani za stranu Mapaj, 20. ledna 1949

### První vláda
První vláda byla vytvořena Davidem Ben Gurionem dne 8. března 1949. Jeho strana Mapaj vytvořila koaliční vládu s Jednotnou náboženskou frontou, Progresivní stranou, Sefardy a orientálními komunitami a Demokratickou kandidátkou za Nazaret. Vláda měla 12 ministrů a předsedou Knesetu se stal Josef Šprincak.
Trend politické nestability byl v Izraeli odstartován, když Ben Gurion 15. října 1950 rezignoval kvůli neshodám s Jednotnou náboženskou frontou ohledně vzdělávání v nových imigračních táborech (ma'abarot), náboženského vzdělávacího systémů, požadavcích na zrušení ministerstva přídělového systému a zásobování a personálním obsazení ministerstva obchodu a průmyslu.

### Druhá vláda
Druhou vládu vytvořil Ben Gurion 1. listopadu 1950 se stejnými koaličními partnery. Ve vládě však došlo k několika změnám; David Remez se přesunul z ministerstva dopravy na resort školství, kde nahradil Zalmana Šazara, který již v nové vládě nebyl. Remezovo uvolněné křeslo na ministerstvu dopravy obsadil Dov Josef. Ministrem obchodu a průmyslu byl jmenován Ja'akov Geri, který nebyl členem Knesetu. Došlo taktéž ke jmenování nového náměstka ministra dopravy.
Předčasné parlamentní volby byly vyvolány poté, co vláda 14. února 1951 rezignovala kvůli odmítnutí návrhu ministra školství a kultury na registraci školáků.